# Inslagsproducent
En inslagsproducent är en yrkesbeskrivning av en under TV- respektive radioproducent arbetande medarbetare inom TV- respektive radioproduktion. 
Inslagsproducenten kan vara frilansande likt en motsvarande journalist eller anställd på en TV-kanal eller ett fristående TV-produktionsbolag respektive på en radiokanal och ansvara för programinslag eller någon särskild avdelning i ett program och i övrigt arbeta i stort sett som en vanlig programproducent. Det finns också bolag – likt nyhetsbyråer – som specialiserar sig på att göra framför allt nyhetsreportage och inslag att sälja till kanalers nyhetsprogram, och för dessa ansvarar olika inslagsproducenter. Det är inte ovanligt att man såväl på en redaktion som frilansande kombinerar eller alternerar som reporter och inslagsproducent.

## Se vidare
- TV-producent
- Radioproducent